# Сидзян
Сидзян (на китайски: 西江; на пинин: Xī Jiāng) е река в Южен Китай, в Гуанси-джуанския автономен регион и провинция Гуандун, вливаща се чрез делта в Южнокитайско море. Дължината ѝ е 531 km (с реките Цяндзян и Хуншуйхъ и дясната съставяща я Нанпандзян 2272 km), а площта на водосборния ѝ басейн – 409 470 km². Той обхваща част от Гуанси-джуанския автономен регион, части от провинциите Юннан, Гуейджоу, Хунан и Гуандун и около 11 000 km² от територията на Виетнам.
Река Сидзян представлява система от отделни реки (виж схематичната карта), като самата река Сидзян се образува в Гуанси-джуанския автономен регион, на 24 m н.в. от сливането на реките Цяндзян 121 km, лява съставяща) и Юйдзян (539 km, дясна съставяща). До град Уджоу, на протежение от 172 km, се нарича Сюндзян, а след това до устието си, на протежение от 359 km – Сидзян. Заедно с реките Бейдзян и Дундзян образува обширната делта Джудзян (площ 16 900 km²), чрез която в района на град Макао се влива в Южнокитайско море. На значително протежение тече в дълбока и тясна долина със стръмни брегове и пресичайки райони с широко развитие на карстови форми образува бързеи и прагове, които затрудняват корабоплаването. Ширината на коритото ѝ в най-тясната част (дефилето Лунданся) е 340 m, а в разширените участъци достига до 2660 m. Има два големи леви притока: Гуйдзян (426 km) и Хедзян. Среден годишен отток при град Уджоу – 7410 m³/s, максимален – 58 000 m/s (по време на летните мусонни дъждове). Годишно река Сидзян влива 363 km³ вода в Южнокитайско море. Колебанията на речното ѝ ниво достигат до 15 – 20 m. От началото на 17-и век са се случили над 100 големи наводнения, които са особено опасни в района на делтата ѝ, когато се комбинират с морските приливи. За защита на земеделските земи и населените места покрай реката и нейните притоци са изградени големи водозащитни диги с обща дължина над 2000 km. Голяма част от водите ѝ се използват за напояване. Плавателна е за дълбоко газещи речни съдове в долното течение, а за плитко газещи – до град Уджоу. В делтата ѝ е разположено голямото морски пристанище град Гуанджоу.
Лявата съставяща река на Сидзян, Цяндзян се образува от сливането на реките Людзян (724 km ,лява съставяща) и Хуншуйхъ (670 km, дясна съставяща). От своя страна река Хуншуйхъ се образува от реките Бейпандзян (449 km, лява съставяща) и Нанпандзян (950 km, дясна съставяща). Река Людзян води началото си от Гуейджоуската планинска земя в провинция Гуейджоу, а реките Бейпандзян и Нанпандзян – от Юннанската планинска земя в провинция Юннан. Южният (десен) приток на река Юйдзян, Джуодзян води началото си от територията на Виетнам.